# Eckental
Der Markt Eckental liegt in Mittelfranken im Landkreis Erlangen-Höchstadt. Er wurde im Zuge der Gebietsreform 1972 gegründet. Nach der Eingliederung Oberschöllenbachs in den Markt Eschenau und Frohnhofs in die Gemeinde Forth kam es am 1. Juli 1972 zur Gemeindefusion. Die neue Großgemeinde entstand aus den früheren Gemeinden Benzendorf, Eckenhaid, Eschenau mit Oberschöllenbach, Forth mit Frohnhof, Herpersdorf und Unterschöllenbach. Am 1. Mai 1978 kam die Gemeinde Brand hinzu.
Namensgebend für den Markt war der Eckenbach, ein Zufluss der Schwabach.

## Geografie

### Geografische Lage
Der Markt liegt etwa 20 Kilometer nordöstlich von Nürnberg und etwa 20 Kilometer östlich von Erlangen an der Bundesstraße 2 im Tal der Schwabach. Er entstand 1972 im Rahmen der Gemeindegebietsreform durch Zusammenschluss von Gemeinden. Zwischen den Gemeindeteilen Eschenau, Brand im Süden und Westen, Eckenhaid und Forth im Osten und Norden verläuft der namensgebende Eckenbach. Er mündet zwischen Forth und Brand in die Schwabach.
Die Gemeinde liegt in einer bergigen Landschaft. Die Anhöhen bei Oedhof im Nordwesten der Gemeinde erreichen über 500 m ü. NHN, der tiefste Punkt liegt bei Unterschöllenbach knapp unter 300 m ü. NHN.
Im Gemeindegebiet gibt es größere Waldgebiete, beispielsweise den Dormitzer Forst im Westen und das Teilholz im Osten.

### Nachbargemeinden
| Kleinsendelbach                         | Igensdorf                                   |                     |
| Dormitzer Forst (gemeindefreies Gebiet) | Kompassrose, die auf Nachbargemeinden zeigt | Schnaittach         |
| Kalchreuth                              | Heroldsberg                                 | Lauf an der Pegnitz |

### Gemeindegliederung
Der Markt Eckental hat 13 Gemeindeteile (Einwohnerzahlen Stand 1. Juli 2024)
- Benzendorf (48)
- Brand (2.453)
- Ebach (198)
- Eckenhaid (3.497)
- Eschenau (4.098)
- Forth (3.422)
- Frohnhof (246)
- Herpersdorf (500)
- Illhof (59)
- Mausgesees (30)
- Oberschöllenbach (885)
- Oedhof (82)
- Unterschöllenbach (145)

Gesamt: 15.654 Einwohner
Es gibt die Gemarkungen Benzendorf, Brand, Büg, Eckenhaid, Eschenau, Forth, Herpersdorf, Oberschöllenbach und Unterschöllenbach.

#### Einwohner
Einwohner gesamt: 15.654
- davon weiblich: 7.966
- davon männlich: 7.688

#### Konfessionsstatistik
Laut dem Zensus 2011 gehörte damals noch fast die Hälfte der Bevölkerung der evangelischen Kirche an; im Jahr 2011 waren 46,6 % der Einwohner evangelisch, 29,0 % römisch-katholisch und 24,4 % konfessionslos, gehörten einer anderen Glaubensgemeinschaft an oder machten keine Angabe. Die Zahl der Protestanten und Katholiken ist seitdem gesunken. Stand Juli 2024 sind von den 15.654 Einwohnern 35,2 % (5.507) evangelisch, 22,4 % (3.503) römisch-katholisch und 42,4 % (6.644) sind konfessionslos oder gehören einer anderen Glaubensgemeinschaft an.

## Geschichte der Gemeindeteile

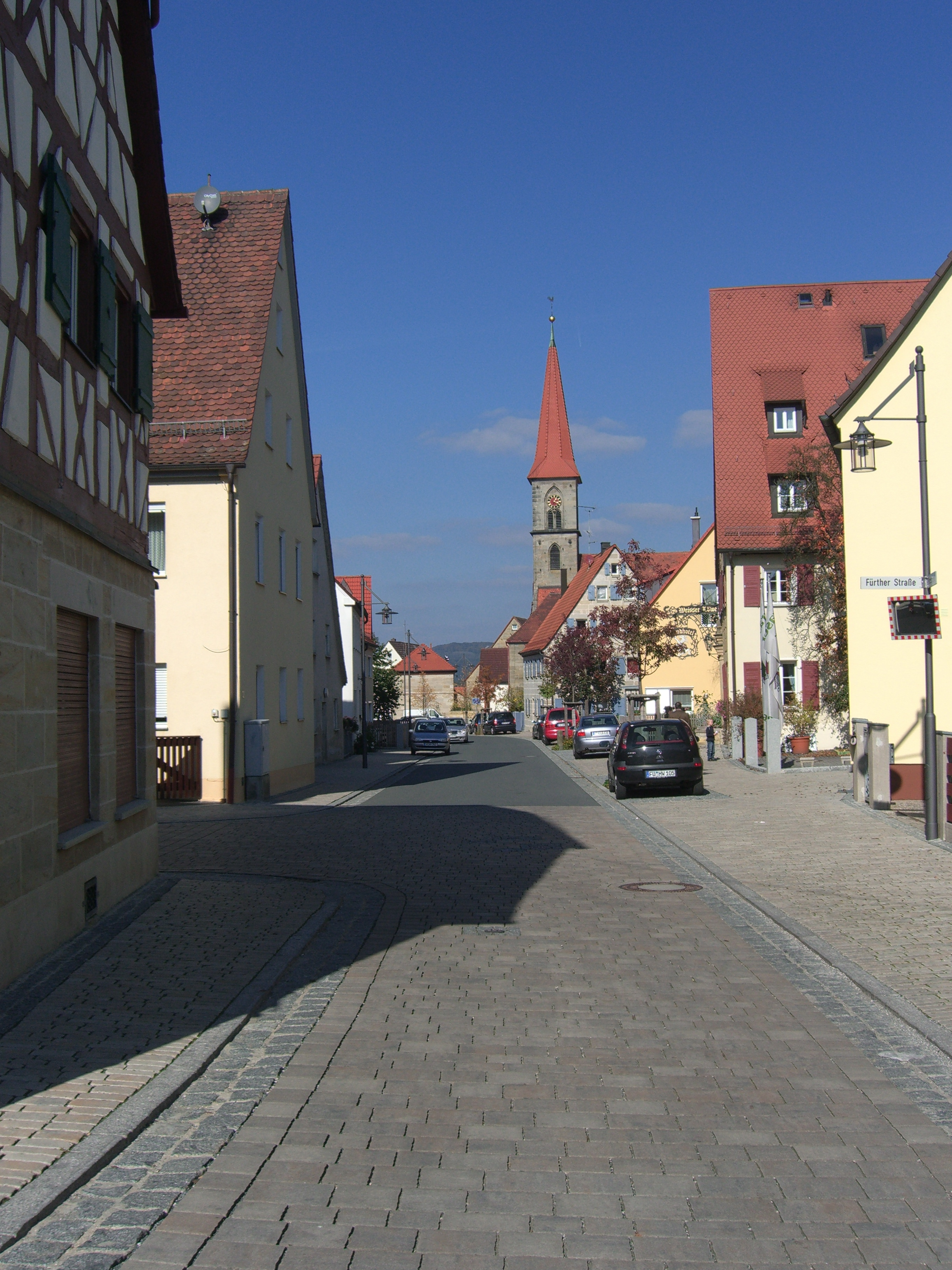
Die Herrengasse in Eschenau mit Blick auf die Kirche

### Benzendorf, Oedhof, Illhof
Benzendorf, Oedhof und Illhof wurden, wie die meisten Dörfer der Umgebung, zwischen 1050 und 1150 gegründet. Benzendorf erschien 1195 erstmals urkundlich. Das Kloster Weißenhohe nannte das Dorf „Beislendorf“. Oedhof entstand aus der früheren Bezeichnung „Otenhofen“.
Um 1500 gehörten Benzendorf und Oedhof zur Reichsstadt Nürnberg. Beide Orte waren protestantisch. Illhof hingegen war als Teil der Oberpfalz katholisch; es gehörte zum Herrschaftsbezirk Rothenberg.

### Brand
Beim Bau der Kaiserburg Nürnberg durch Kaiser Heinrich III wurde zwischen 1050 und 1100 der Reichswald rund um Nürnberg gerodet und besiedelt. Zu dieser Zeit entstand neben den Dörfern Ober- und Unterschöllenbach auch Brand.
Bereits 1071 wurde Brand erstmals unter dem Namen „Cembrande“ im Stiftungsbrief des Stiftes St. Jakob in Bamberg urkundlich erwähnt. Der Name des Dorfes wandelte sich mehrmals. So war die Siedlung in früherer Zeit als „Zum Prante“ oder auch „Zum Prantt“ bekannt, bis sich ab 1800 „Brand“ durchsetzte. Der Name ist vermutlich auf das Abbrennen des Waldes an der Stelle des Dorfes zurückzuführen.
Im Jahre 1441 war Brand herrschaftlich dreigeteilt. Ein Teil war im Besitz des Reichsamtes Heroldsberg, ein zweiter gehörte als Lehen den Burggrafen von Nürnberg und ein dritter unterstand den Markgrafen von Brandenburg-Kulmbach.
Die ersten Herren in Brand errichteten ein Schloss, das mehrmals den Besitzer wechselte und in der Mitte des 16. Jahrhunderts verfiel. Ein neues Schloss bestand etwa 200 Jahre, bis 1752 der dritte Brander Herrensitz gegründet wurde, der noch besteht.
Zwischen 1400 und 1800 wuchs Brand nicht und bestand aus rund 30 bäuerlichen Anwesen. Hierfür gab es zwei Gründe: Zum einen verbot die Reichsstadt Nürnberg jegliche Vergrößerung wegen der Ertragsleistung des Reichswaldes, zum anderen wollte man verhindern, dass sich arme Leute im Dorf ansiedelten.
Beim Übergang des Gebietes an das Königreich Bayern zu Beginn des 19. Jahrhunderts änderte sich dies. Neue Anwesen entstanden und große Höfe wurden geteilt. Ein weiterer Umstand, der die Vergrößerung des Dorfes ermöglichte, war die Entwicklung Nürnbergs zur Industriestadt. Durch verbesserten Lohn arbeiteten manche Familien in der nahe gelegene Stadt. 1886 förderte die Eröffnung der Bahnstrecke Erlangen-Gräfenberg ebenfalls die Entwicklung des Dorfes Brand. 1908 wurde die Strecke nach Nürnberg erweitert. In den 1960er Jahren wurde der Bahnverkehr eingestellt, die Gleise wurden zurückgebaut.
Zu Beginn des 20. Jahrhunderts war Brand von der Landwirtschaft geprägt, daneben hatten sich einige Gewerbebetriebe angesiedelt. In den 1950er Jahren entstand im Ort die sogenannte Ungarnsiedlung. Dort lebten Familien, deren Vorfahren sich zu Beginn des 18. Jahrhunderts in Högyész in Ungarn angesiedelt hatten und die nach Ende des Zweiten Weltkriegs aus ihrer Heimat vertrieben worden waren.
Brand war die letzte Gemeinde, die sich dem Markt Eckental anschloss.
Von 2009 bis 2011 sanierte der Markt die Brander Grundschule; 2011 begann die Erneuerung des Schlosses Brand.

### Ebach
Der Ort wird in Dokumenten des 14. Jahrhunderts mit den Namen „Eybach“ und „Eibach“ genannt. Es lässt sich eine Wortherkunft vom althochdeutschen inva für Eibe ableiten. Urkundlich wurde der Ort 1356 in einer Nachricht über eine Stiftung für die St.-Bartholomäus-Kirche im nahen Eschenau erwähnt.

### Eckenhaid
Ähnlich wie andere Ortschaften in der Umgebung soll auch das im lokalen ostfränkischen Dialekt „Egga-haa“ (Betonung auf der letzten Silbe) genannte Dorf Eckenhaid Ende des 11. Jahrhunderts entstanden sein. Als Reichsgut gehörte es bis zum Jahre 1278 zum Reichsamt Heroldsberg. In diesem Jahre tauchte der Ort erstmals urkundlich auf, als König Adolf die „Villa Eckenheide“ an Rüdigerus Brander verpfändete. Gut hundert Jahre lang wechselte das Dorf als Reichspfand die Besitzer. 1387 übergab König Wenzel Eckenhaid als Reichslehen den Herren von Muffel.
Bis zum Jahre 1784 war das Dorf im Besitz der Muffelfamilie. Der letzte Besitzer dieses Namens war Georg Marquard Muffel und es gab keinen direkten Nachkommen der Linie mehr. Deshalb kam es zu einem Erbstreit, der zugunsten von Karl Theodor Graf von Bettschart ausfiel. Zu Beginn des 19. Jahrhunderts zog der bayerische Staat Eckenhaid ein und übernahm auch die Bewirtschaftung des Schlosses.
Die 1950er und 1960er Jahre bedeuteten einen Wandel für den Ort. Er wurde Heimat für Aussiedler aus Siebenbürgen und dem Sudetenland. Mit den neuen Siedlungen wuchs der Ort zunehmend. Bevor Eckenhaid im Zuge der Gebietsreform von 1972 ein Teil des neu gegründeten Markt Eckentals wurde, hatte es als Gemeinde zum Landkreis Lauf an der Pegnitz gehört.
Eckenhaid hat eine katholische Kirchengemeinde mit der Kirche Mariä Unbefleckte Empfängnis und eine evangelisch-lutherische mit der Friedenskirche. Im Ort gab es bis April 2024 einen Dorfladen.

#### Schloss Eckenhaid
Im Zweiten Markgrafenkrieg 1553 brannte das ursprüngliche Schloss, damals im Besitz der Muffel, nieder. Es ist überliefert, dass es zwar 1689 wiederaufgebaut wurde, jedoch viele Jahre sehr baufällig war, bis es am Anfang des 19. Jahrhunderts renoviert wurde.
1837 erwarb die Familie Maier das Schlossgut vom bayerischen Staat. Dort führt die Familie eine Gastwirtschaft.

#### Marquardsburg
1716 ließ der Gutsherr Georg Tobias Muffel die Eckenhaider Marquardsburg errichten. Der Name ist auf seinen Sohn, Georg Marquard, zurückzuführen.

### Eschenau
Im September 1056 schenkte Kaiser Heinrich III dem Minister Otnand das nahe gelegene Dorf Pettensiedel, welches er vorher zu Lehen hatte. Zudem verwaltete er den Markt Forchheim und gründete im Umkreis einige Ortschaften. Deshalb und weil viel otnandischer Besitz später an die Herren Weigel und Muffel, Nachfolger der Ritter von Eschenau, überging, wird Otnand trotz nicht vorhandener eindeutiger Belege als Gründer des Dorfes und der früher oft genannten Veste Eschenau angesehen.
Durch die Ritter von Eschenau kam das Dorf zu seinem heutigen Namen. Vorher gab es viele Abwandlungen des Namens wie Esknowe, Eschenowe oder Eschenaw. 
Um 1309 wurde die Pfarrei Eschenau gegründet. Der Bau der Bartholomäus-Kirche am Marktplatz wird auf etwa die gleiche Zeit zurückgeführt, wenn auch keine genauen Daten vorliegen.
Am 2. April 1334 erteilte Kaiser Ludwig IV. Eschenau das Marktrecht. Diese Entwicklung und die Lage des Dorfes an einer verkehrsreichen Straße ließ Eschenau schnell aufblühen. Neben der bestehenden Landwirtschaft siedelte sich rasch Gewerbe im Ort an und Eschenau wurde gewerblicher Mittelpunkt der Umgebung.
1376 wurde der bis dahin freieigene Besitz Eschenau der Krone Böhmens zu Lehen aufgetragen. Dieser Lehensverband bestand bis zur Auflösung des Heiligen Römischen Reiches 1806.
Mit allen Rechten ging Eschenau 1751 an die Markgrafen von Bayreuth, 1791 an das Königreich Preußen, 1806 im Rahmen des Tilsiter Friedens an Frankreich und 1810 an das Königreich Bayern.
Vor der Gebietsreform war der Markt Eschenau eine Gemeinde im Landkreis Erlangen.
Seit 1999 ist der Ortskern Eschenaus in das bayerische Städtebauförderungsprogramm aufgenommen.
Eschenau verfügt über eine Infrastruktur mit Supermärkten, Bäckereien, Bankfilialen und Ärzten. Sowohl das Rathaus mit Bücherei als auch das Gymnasium Eckental und die Mittelschule Eckental (ehemals Hauptschule Eckental) befinden sich in Eschenau.
Der Bau des Gymnasiums Eckental wurde 1999 fertiggestellt. Die Mittelschule Eckental wurde 2013, gut dreißig Jahre nach ihrer Eröffnung, generalsaniert.
Seit 2012 gibt es im Ort den Jugendtreff Gleis 3 am Bahnhof.
Im alten Ortskern befindet sich die evangelisch-lutherische Kirche St. Bartholomäus.
In Eschenau ansässig ist die Landeskirchliche Gemeinschaft Eschenau, eine eigenständige Gemeinde innerhalb der Evangelisch-Lutherischen Kirche in Bayern, die organisatorisch ein Teil des Hensoltshöher Gemeinschaftsverbandes ist.

### Forth
Um 1100 wird die Gründung von Forth und Büg durch die Herren von Gottsmann vermutet. Um 1507 nahmen die Brüder Kunz (Konrad) und Albrecht von Gottsmann vom Ansbacher Markgrafen Friedrich Forth und das Schloss Büg zu Lehen, nachdem ihr Vater Rupprecht von Gottsmann verstorben war. Büg bestand damals nur aus dem Schloss und den dazugehörenden Gebäuden; als Ortschaft war es erst nach 1750 bekannt.
Namengebend für den Ort war die Furt, ein Flussübergang über die Schwabach. Bei Büg handelt es sich um eine (Fluss-)Biegung.
Forth lag damals schon an wichtigen Verkehrsstraßen sowie zwischen dem ehemaligen Herrschaftsgebiet Rothenberg und dem Nürnberger Pflegeamtsbezirk Hiltpoltstein. Es gab Streit zwischen den Ganerben auf dem Rothenberg und der Stadt Nürnberg, wie die Grenze zu verlaufen hatte. Schließlich musste Nürnberg den Ganerben einen Teil der Handelsroute zwischen Nürnberg und Forth abtreten. Das führte so weit, dass die Grenze durch Forth hindurch verlief und ein Teil der Ortschaft 1540 vertraglich den Ganerben zugesprochen wurde.
Nach der Überlieferung war Rupprecht, Albrecht oder Kunz Gottsmann der Gründer der St. Anna-Kirche um 1500. 1524 führten die beiden letztgenannten Brüder die Reformation in den Orten ein. Zwischen 1540 und 1575 brauten die Herren von Gottsmann in der Kirche Bier, was 1575 eine Renovierung erforderlich machte. 1630 erfolgte die Erhebung zur Pfarrkirche und die Auflösung des Pfarrverbandes mit dem nahe gelegenen Dorf Kirchröttenbach.
Im Zuge der Gegenreformation und nachdem der den Ganerben Rothenbergs gehörende Teil Forths Bayern übergeben worden war, wurden die Protestanten im zweiten Teil des 17. Jahrhunderts aufgefordert, bis 1700 wieder katholisch zu werden oder auszuwandern.
Als Erbe gingen 1611 Forth und Büg an die Herren von Bünau über. Aufgrund seiner guten Lage sowie mehrerer handeltreibender Judenfamilien war das Gewerbe in den Orten sehr stark.
Das Schloss Büg brannte wiederholt ab und wurde bis 1700 mehrmals wieder aufgebaut. Dadurch gingen sein früheres Äußeres und die ursprüngliche Pracht verloren.
Ab 1750 weitete sich Büg aus und neue Wohnhäuser entstanden auf dem Gebiet des Schlosses bis nach Forth. 1925 schlossen sich die beiden Ortsteile zusammen.
Seit 2007 ist der Ortskern Forths in das Bayerische Städtebauförderungsprogramm aufgenommen. 2006 erfolgte die Fertigstellung der sanierten und erweiterten Grundschule Forth.
2016 wurde Forth Sieger des Dorfwettbewerbes im Landkreis Erlangen-Höchstadt, in dem es um die Entwicklung auf sozialer, kultureller es und städtebaulicher Ebene geht.
Im Ort befinden sich die evangelisch-lutherische Pfarrkirche St. Anna und die katholische Kirche Kreuzerhöhung Stöckach-Forth.

#### Juden in Forth
Ende des 16. Jahrhunderts siedelten sich Juden in Forth als Schutzbefohlene des Rittergutes Büg an. Ausgeschlossen vom Gemeindeleben und ohne Recht auf Ackerbau oder Handwerk waren sie meist als Hausierer tätig. Sie versorgten die Dorfbewohner mit Kleidung oder Stoffen sowie mit Neuigkeiten aus der Stadt Nürnberg.
Erst die Herren von Bünau trieben eine gezielte Ansiedelung der Juden voran. Die Duldung ihrer Religion mussten sie sich bei den Christen erkaufen, indem sie spezielle Steuern und Abgaben zahlten. Hierzu zählten das Holzhauergeld und das „Zickgeld“ bei Besitz von Ziegen. Durch diese finanziellen Belastungen dauerte es einige Zeit, bis sie sich eine Synagoge, Hebräischlehrer und die koschere Ernährung leisten konnten. 1938 lebten nur noch wenige jüdische Familien in Forth, die schließlich alle deportiert wurden.
Die Forther Synagoge existiert nicht mehr, jedoch die Thora, die im Jüdischen Museum Franken in Fürth aufbewahrt wird. 2009 wurde in Forth zum Gedenken an die deportierten und vertriebenen Juden des Ortes ein Mahnmal errichtet.
Im Rahmen des bayerischen LEADER-Programms zur Förderung selbstbestimmter Entwicklung ländlicher Regionen wird eine Aktionsgruppe unterstützt, die für die Bewahrung von Grabinschriften auf jüdischen Friedhöfen eintritt. Dieses Projekt wird zusammen mit den Orten Schnaittach, Ottensoos und Simmelsdorf durchgeführt.

### Frohnhof
Frohnhof gehörte zur oberfränkischen Dorf- und Ackerbaugeeinschaft „Sieben Dörfer“, bevor es im Zuge der Gebietsreform 1972 mittelfränkisch wurde und zur Gemeinde Eckental gehörte.
Eine Besonderheit des Dorfes ist die alte Frohnhofer Mühle. 1586 erstmals urkundlich erwähnt, ist sie seit 1685 in Familienbesitz, Als herrschaftlicher Gewerbebetrieb der Ritter vom Schloss Büg teilte sie sich im 19. Jahrhundert die Schwabach als Triebgewässer mit 26 anderen Mühlen von Hetzles bis Erlangen. Zur Mühle gehörte schon immer landwirtschaftlicher Grundbesitz, der den Lebensunterhalt in wasserarmen Monaten sicherte. In die Frohnhofer Mühle wurden im Gegensatz zu den flussaufwärts liegenden Mühlen sehr spät technische Neuerungen eingebaut. 1954 wurde sie im Neubau mit Turbinen ausgestattet. Bis 1979 war die Mühle in Betrieb. Danach wurde sie als Familienbetrieb in einen Naturkostladen und Bio-Hof umgestaltet.

### Herpersdorf
Die genaue Gründungszeit des Dorfes ist unbekannt. Erstmals urkundlich erwähnt wurde es 1021 mit dem Namen „Heribrehtesdorf“ in einer Schenkungsurkunde des Kaisers Heinrich II. Diese Schenkung an das Bistum Bamberg umfasste den Königshof Herzogenaurach und neben einigen anderen Dörfern auch Herpersdorf.
Kaiser Heinrich III. teilte Herpersdorf bereits 30 Jahre später dem Reichsgut Nürnberg zu, womit es dem nahe gelegenen Reichsamt Heroldsberg unterstand. Zwischen 1295 und 1391 wechselte Herpersdorf mit Heroldsberg mehrmals die Besitzer, bis etwa 1540 blieb Herpersdorf im Besitz der Nürnberger Familie Geuder. Im Anschluss ging Herpersdorf mit dem angrenzenden Waldgebiet an die Ganerben von Rothenberg über.
1662 verkauften die damaligen Besitzer Herpersdorf an Bayern.
Der Dreißigjährige Krieg brachte Armut und Elend ins Dorf. Auch Mausgesees und Ebach, die später zu Herpersdorf gehörten, blieben nicht verschont. Zu dieser Zeit waren die Orte größtenteils verlassen.
1809 wurde Herpersdorf zusammen mit den umliegenden Orten Bullach, Eckenhaid, Kirchröttenbach, Illhof, Ebach und Mausgesees zu einer Steuergemeinde zusammengefasst. Neun Jahre später kam es in Bayern zur Bildung der politischen Landgemeinden. Damit wurde die Steuergemeinde wieder aufgelöst. Bullach, Kirchröttenbach und Eckenhaid wurden eigenständige Gemeinden. Die Gemeinden Ebach und Mausgesees wurden wegen ihrer geringen Größe Herpersdorf angeschlossen.
1939 beantragten die Orte der ehemaligen Steuergemeinde zusammen mit Laipersdorf bei der Regierung, zu einer Gemeinde zusammengeschlossen zu werden. Der Ausbruch des Zweiten Weltkrieges verhinderte dieses Vorhaben.
Im Zuge der Gebietsreform von 1972 wurde Herpersdorf Teil der Gemeinde Eckental.
Noch heute ist Herpersdorf ländlich geprägt, es werden vor allem Biohopfen und Bioäpfel angebaut.
Historisch bedingt gehören die katholischen Gläubigen zur Pfarrei Kirchröttenbach (Markt Schnaittach), während die Protestanten zur St.-Anna-Kirche in Forth gehören. Kinder aus den Ortsteilen Oedhof, Illhof, Benzendorf und Herpersdorf besuchen wegen der alten Kirchensprengel die Grundschule Kirchröttenbach.

### Mausgesees
Mausgesees wurde zwischen 1050 und 1100 gegründet. Der Ortsname leitet sich her vom Namen „Muso“ und dem Wort „Seß“, was so viel wie Sitz bedeutet. Die erste urkundliche Erwähnung des Ortes war im Jahre 1172, als die Besitzübertragung des Ortes gewünscht wurde. Zu seiner Entstehungszeit gab es im Ort nur ein Herrenhaus. Mitte des 15. Jahrhunderts war die Zahl der Anwesen auf etwa 5 gewachsen. 1534 wurde als Besitzer Wenzelaus Gottsmann von Büg-Forth genannt. 1588 wechselte Mausgesees wieder den Besitzer. Der Ort war durch Kriegshandlungen des Dreißigjährigen Krieges stark zerstört, erst ab 1650 begann ein Wiederaufbau.
Heute ist Mausgesees ebenso wie Herpersdorf und Ebach ein Teil der Pfarrei Kirchröttenbach.

### Ober- und Unterschöllenbach
Wie die meisten anderen Eckentaler Gemeindeteile wurden Ober- und Unterschöllenbach gegen Ende des 11. Jahrhunderts gegründet und besiedelt. Im Nürnberger Reichswald gelegen, gehörten die Orte zu Nürnberg. Der Stadt waren sie zu Zins und Naturalabgaben verpflichtet und unterstanden dem Reichsamt Heroldsberg bis 1279, als die Ortschaften in den Besitz der Reichsfreiherren von Schlüsselberg gelangten.
Seit ihrer Gründung waren die beiden Orte eigenständige Gemeinden. Das blieb so bis zum Jahre 1810, als sie der Gemeinde Eschenau für acht Jahre zugeteilt wurden. Dann wurden sie wieder selbstständig, bis Oberschöllenbach 1970, kurz vor der Gebietsreform, freiwillig Teil der Gemeinde Eschenau wurde.

#### Oberschöllenbach
1439 bestand das Dorf aus 12 Anwesen. Diese Anzahl veränderte sich mehrere Jahrhunderte nicht, da die Ackerflächen zur Selbstversorgung begrenzt waren. Oberschöllenbach war lange Zeit rein landwirtschaftlich geprägt, bis 1800 gab es im Ort kein Gewerbe. Mehrere Jahrhunderte lang war die Ortschaft zweigeteilt. Im Jahre 1538 kam der ganze Ort in den Besitz der Herren von Oelhafen.

#### Unterschöllenbach
Ebenso wie der Nachbarort war auch Unterschöllenbach ein geteiltes Dorf. Die beiden Grundherren stellten 1559 eine Gemeindeordnung auf. Diese sagte jedem Anwesen ein Schankrecht zu.

## Politik
Das Rathaus befindet sich in Eschenau, dem größten Gemeindeteil der Gemeinde.

### Marktgemeinderat
Der Marktgemeinderat von Eckental hat 24 Mitglieder.
|      | CSU | SPD | GRÜNE | Freie Wähler | UBE * | JU | Gesamt   |
| 2014 | 6   | 3   | 3     | 4            | 8     | 0  | 24 Sitze |
| 2020 | 6   | 2   | 4     | 4            | 6     | 2  | 24 Sitze |

Zusätzlich gehört dem Marktgemeinderat die getrennt gewählte Erste Bürgermeisterin an.

### Bürgermeister
Von 1972 bis 1996 war Georg Hänfling (CSU) Bürgermeister, ihm folgte Hans Holndonner (CSU), der 2002 von Wilfried Glässer (FW) abgelöst wurde.
Seit 2014 ist Ilse Dölle (UBE) Erste Bürgermeisterin. Im Jahr 2020 wurde sie mit 51,1 Prozent wiedergewählt.

### Wappen
| Wappen von Eckental | Blasonierung: „In Gold ein mit einem senkrechten silbernen Fisch belegter roter Pfahl, überdeckt von einem gesenkten blauen Wellenbalken, vorne ein steigender, rot gekrönter und bewehrter schwarzer Löwe, hinten ein schwarzer Steinbockrumpf.“ |
| Wappen von Eckental | Wappenbegründung: Der Löwe und der Fisch stammen aus dem Wappen der Herren von Muffel, die mehrere Jahrhunderte in Eschenau und Eckenhaid ihren Sitz hatten und die Gemeindeteile maßgeblich beeinflusst und geprägt haben. Der Steinbock verweist auf das Wappen der Herren von Gotzmann, der ehemaligen Besitzer des Schlosses Büg. Der rote Pfahl gehört zu den Herren von Bünau, die ebenfalls eine Zeitlang Besitzer des Büger Schlosses waren. Der Wellenbalken verweist auf die Schwabach, aber auch auf den Eckenbach, der lange Zeit die Herrschaftsgrenze des Gebietes darstellte. Die urkundliche Genehmigung des Wappens durch die Regierung Mittelfranken erfolgte am 25. April 1975. |

### Gemeindepartnerschaften
Seit 1987 besteht eine Partnerschaft mit der französischen Kommune Ambazac im Limousin.
1990 wurde mit Hőgyész in Ungarn die zweite Partnerschaft des Markt Eckental geschlossen. Einige Bürger Eckentals stammen aus der ungarischen Gemeinde und sind im Zweiten Weltkrieg geflohen.
Beide Partnerschaften werden mit regelmäßigen gegenseitigen Besuchen gepflegt.

## Kultur und Sehenswürdigkeiten

### Baudenkmäler

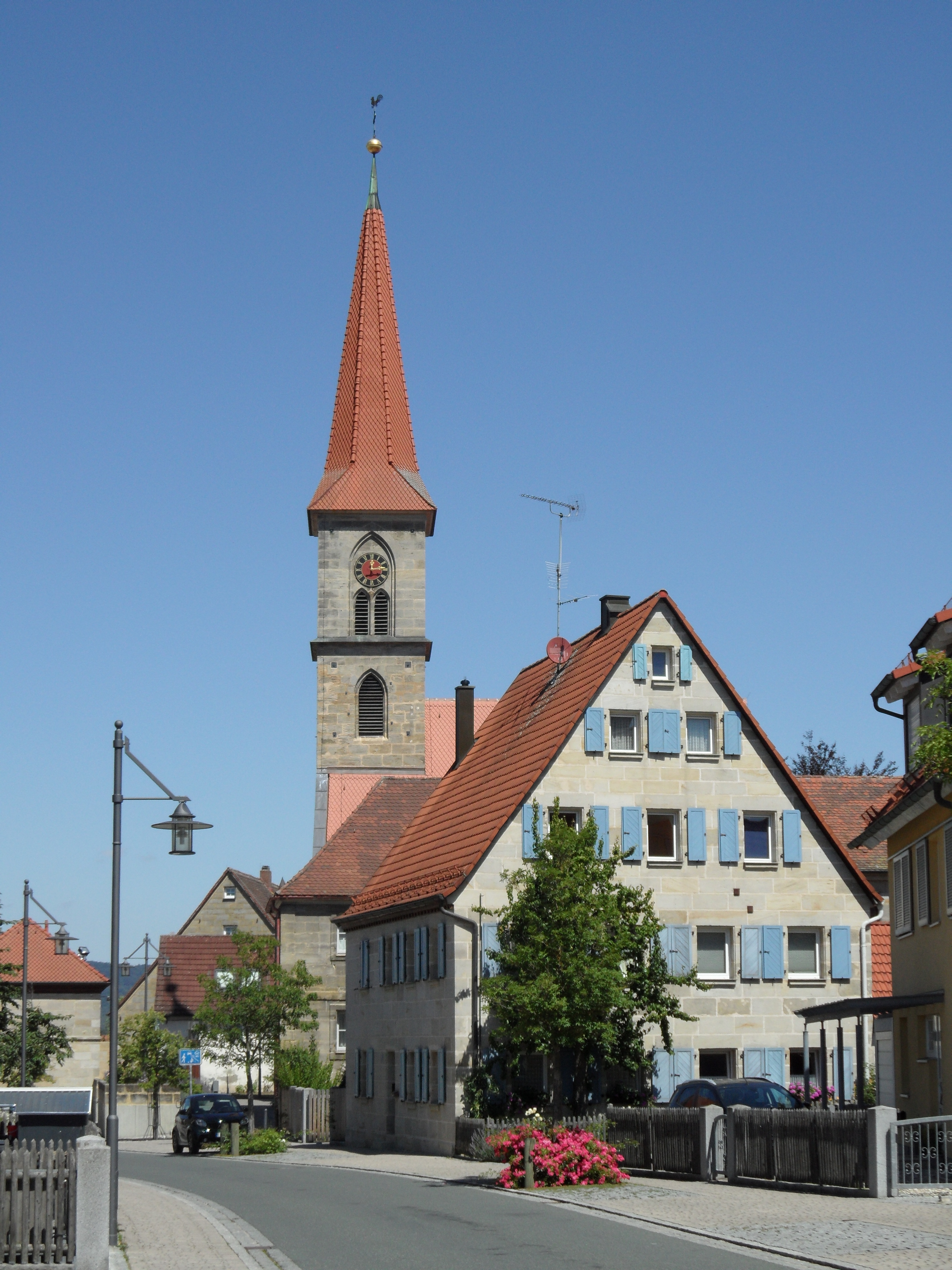
Die evangelisch-lutherische Kirche in Eschenau

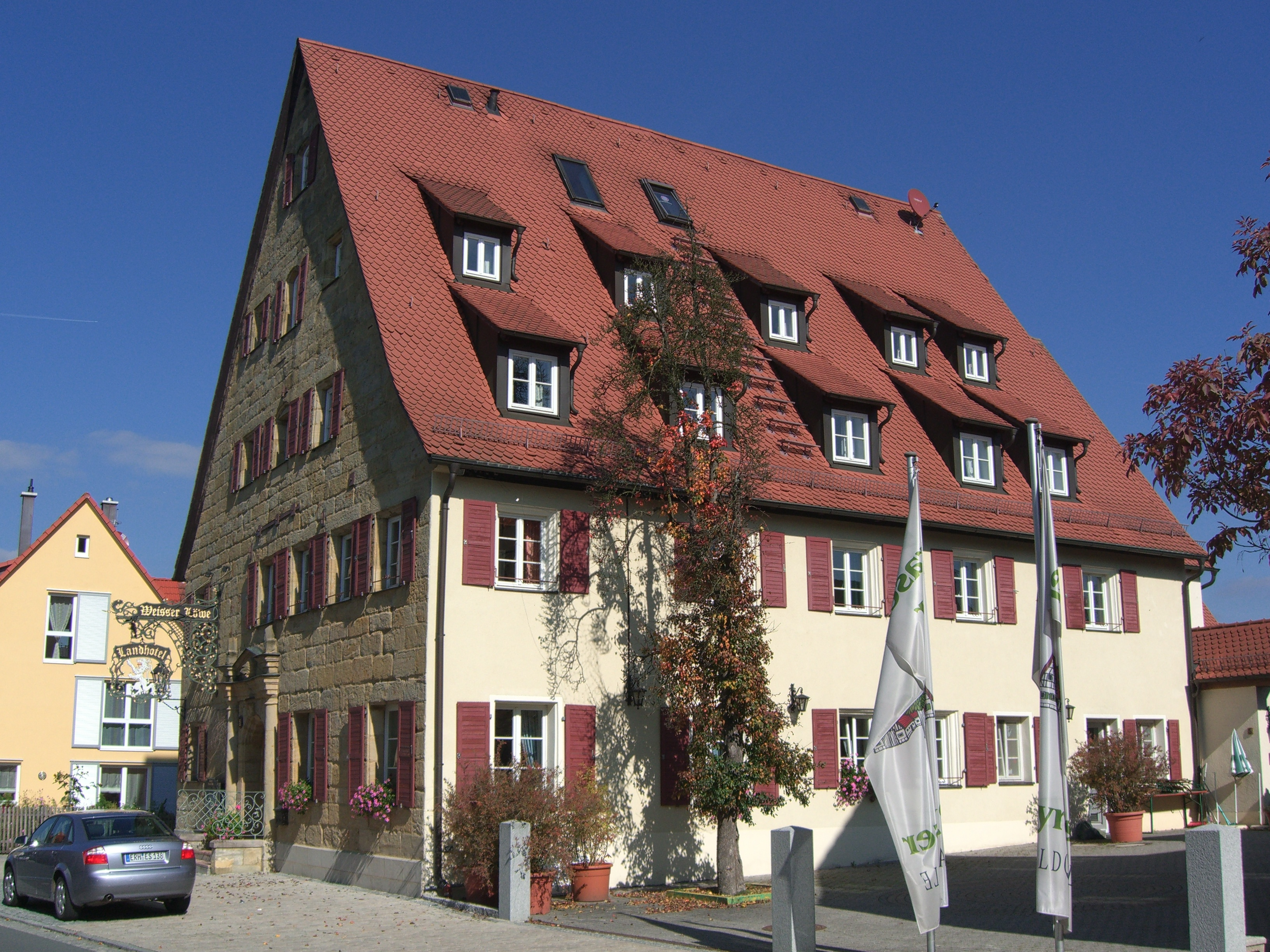
Das Landhotel Weißer Löwe in Eschenau

- St.-Bartholomäus-Kirche Eschenau

Um 1300 erbaut und vom Eschenauer Gutsherren Stephan Weigel gestiftet; im Ersten Markgrafenkrieg 1448/49 eingeäschert und 1472 wieder aufgebaut.
- Eschenauer Schloss

Das Herrenhaus Eschenau, auch Veste Eschenau oder Schloss Eschenau genannt, stammt aus der Zeit vor 1350. Es ist das älteste Herrenhaus im Gemeindegebiet und diente bis 1350 den Herren Weigel und bis 1750 den Herren Muffel als Domizil. Das Herrenhaus wurde im Jahr 1449 im Ersten Markgrafenkrieg zerstört und erst sechzig Jahre später von 1512 bis 1518 wieder aufgebaut. Davon sind nur noch einige Mauerreste vorhanden, da das Gebäude im Zweiten Markgrafenkrieg im Jahr 1553 erneut durch Brand zerstört wurde. Von 1603 bis 1611 wurde es zum dritten Mal neu aufgebaut. Es erhielt drei Geschosse und war nach der Überlieferung mit vielen Verzierungen und Stuckornamenten ausgestattet. Im Jahre 1843 brannte das Gebäude infolge Blitzschlag wieder aus. Beim erneuten Wiederaufbau wurde auf das oberste Stockwerk, die beiden Türme und auch auf den Zierrat verzichtet.
- Evangelisch-lutherische Pfarrkirche aus dem 15. Jahrhundert in Forth
- Büger Schloss aus dem 18. Jahrhundert in Forth
- Eckenhaider Schloss aus dem 17. Jahrhundert

### Freizeit
Zum Freizeitangebot gehören unter anderem das Kino im Ortsteil Eschenau und ein Fitnessparcours im Wald zwischen Eckenhaid und Herpersdorf, welcher in Zusammenarbeit mit Schülern des Gymnasiums eingerichtet wurde (vorher ein Trimm-Dich-Pfad). Zwischen Eschenau und Forth liegt der Eckentaler Grillplatz. Er besteht aus zwei Grillstellen und einem Spielplatz und kann nach Voranmeldung gemietet werden.
Im Gemeindeteil Eschenau befindet sich in Rathausnähe die Gemeindebücherei.

### Veranstaltungen
Der Markt bietet vielfältige Veranstaltungen der Bereiche Kultur, Bildung, Religion, Jugend und vielen mehr, beispielsweise der Eckentaler Weihnachtsmarkt am ersten Adventswochenende, der am Rathausplatz in Eschenau jährlich viele Besucher anzieht, die Kirchweihen in den einzelnen Ortsteilen und das Sommerfestival im Park in Eschenau.

### Vereine und Sport
Mit über 100 aktiven Vereinen ist das Ehrenamt in Eckental ein attraktiver Eckpfeiler des Gemeindelebens.
Die Jugendkapelle Markt Eckental e. V. wurde 1996 gegründet, um neben einigen Posaunenchören in der Region die musikalische Ausbildung zu fördern. Noten und Instrumente werden durch Spenden finanziert und können von den Schülern geliehen werden.
Seit 1997 existieren aktive Gruppen des interkonfessionellen Pfadfinderbundes Weltenbummler e. V. in der Gemeinde, die im Ortsteil Eschenau gemeinsam mit ihrem Förderverein einen nichtgewerblichen Pfadfinderzeltplatz unterhalten und regelmäßige Lager und Fahrten für Kinder und Jugendliche anbieten.

## Wirtschaft und Infrastruktur

### Verkehr
Der Markt ist verkehrstechnisch sehr gut in die Metropolregion Nürnberg eingegliedert. Buslinien verbinden Eckental mit Erlangen und Lauf an der Pegnitz. Die Regionalbahn Gräfenbergbahn verbindet Eckental mit Gräfenberg im Norden und Nürnberg in südwestlicher Richtung mit stündlich fahrenden Zügen.
Im Dezember 2018 wurde eine stündliche Busverbindung (Buslinie 344) nach Lauf an der Pegnitz eingeführt.
Der Markt Eckental liegt direkt an der Bundesstraße B 2 und ist über die Autobahnen A 3 und A 9 erreichbar.
2008 wurde die Ortsumgehung Eschenaus fertiggestellt.
Eine Umgehung der B 2 für den Gemeindeteil Forth ist in Planung.
Öffentliche Ladestationen mit Typ-2-Anschlüssen für Elektroautos befinden sich in Eschenau und Forth, sie werden von der N-ERGIE betrieben.

### Feuerwehr
Viele der 13 Orte der Gemeinde verfügen über eine eigene Freiwillige Feuerwehr. Zusammenschlüsse bestehen bei der Freiwilligen Feuerwehr Mausgesees-Ebach sowie Brand-Unterschöllenbach und Benzendorf, Illhof und Oedhof.

### Bildung

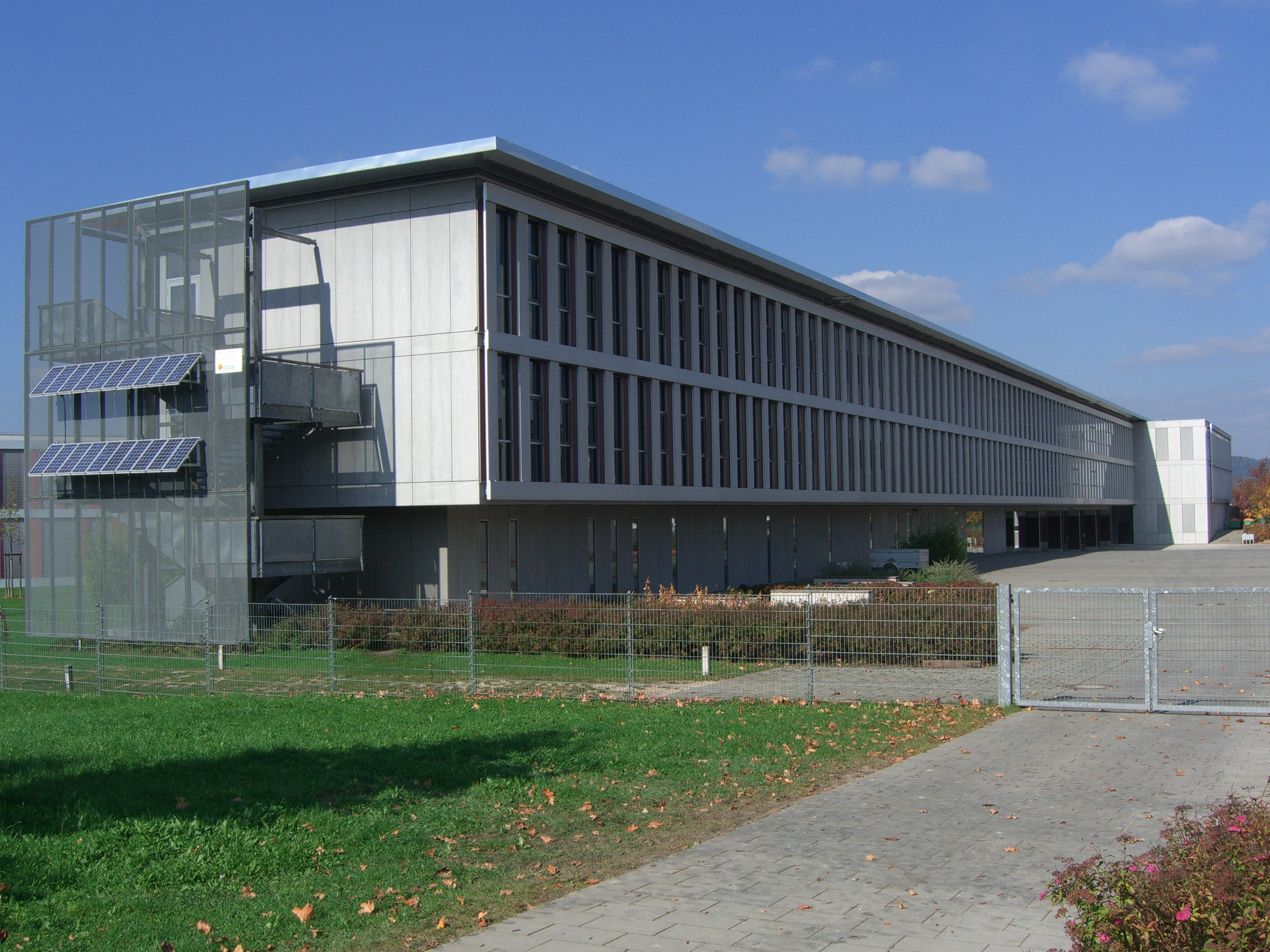
Gymnasium Eckental

- Gymnasium Eckental (naturwissenschaftlich-technologisches und sprachliches Gymnasium) im Ortsteil Eschenau, seit 1995
- Mittelschule Eckental im Gemeindeteil Eschenau, ehemals Hauptschule Eckental, seit 1979
- Grundschulen in den Gemeindeteilen Brand, Eckenhaid, Eschenau und Forth
- Grundschule Kirchröttenbach, gehört eigentlich zur Marktgemeinde Schnaittach, ist aber ein Schulsprengel für einige Gemeindeteile Eckentals
- Volkshochschule Eckental, Heroldsberg und Kalchreuth

### Kindertageseinrichtungen
- Eschenau: Evangelischer Kindergarten Pusteblume, evangelischer Kindergarten Unterm Regenbogen,evangelische Kita Neu, Kinderkrippe Villa Kunterbunt, Hort an der Grundschule
- Eckenhaid: Katholischer Kindergarten St. Marien, evangelischer Kindergarten, integratives Montessori-Kinderhaus Eckental, Waldkindergarten Eckenhaid, Hort und Mittagsbetreuung in der Grundschule
- Forth: Katholischer Kindergarten Haus der Kinder, evangelischer Kindergarten Sonnenschein, Kinderkrippe Villa Kunterbunt, Mittagsbetreuung in der Grundschule
- Brand: Katholischer Kindergarten St. Kunigund, evangelisches Kinderhaus Arche Noah, Mittagsbetreuung in der Grundschule

### Jugendeinrichtungen
Das Eckentaler Jugendbüro setzt sich dafür ein, Kindern, Jugendlichen und Familien im Markt einen attraktiven Lebensraum zu schaffen und darauf ausgerichtete Angebote zu ermöglichen.
Der Markt bietet zwei Jugendtreffs, das Gleis 3 in Eschenau und den Postclub in Forth. Des Weiteren werden ein Familiencafé organisiert sowie ein Bandprobenraum im Gleis 3 und seit 2017 ein Skatepark mit Hockeyplatz.

### Senioreneinrichtungen
- Seniorenzentrum Martha-Maria in Forth, seit 2015: Betreuung in 74 Einzel- und 9 Zwei-Bett-Zimmern
- Diakonieverein Eckental in Forth: Nachmittagsbetreuung mit Hol- und Bringdienst

### Medien

#### Wöchentlich erscheinende Zeitschriften
In Eckental erscheint wöchentlich seit 1980 das wochenblatt. Es wird mittwochs kostenlos an alle Haushalte verteilt und berichtet redaktionell aus dem Gemeindeleben, von den Vereinen, Verbänden, Kirchen und kommunalen Einrichtungen. Die Auflage beträgt 17.000 Exemplare. Verbreitungsgebiet ist Eckental, Heroldsberg, Kalchreuth, Igensdorf. Der herausgebende NOVUM Verlag befindet sich im Eckentaler Ortsteil Brand. Das wochenblatt wird ergänzt durch das Online-Portal wochenklick.de.

#### Tageszeitungen
Zwei Tageszeitungen berichten redaktionell über Eckental: die Pegnitz-Zeitung (Erscheinungsort: Lauf a.d. Peg.) und die Erlanger Nachrichten. Beide erscheinen im Mantel des Verlags Nürnberger Presse Druckhaus Nürnberg.

### Internet
Im Jahr 2017 wurden weite Teile des Gemeindegebietes im Rahmen der Förderung durch das Bayerische Staatsministerium der Finanzen, für Landesentwicklung und Heimat in Kooperation mit der Deutschen Telekom mit VDSL-Breitbandanschlüssen versorgt. Teilweise wurden die MFG aufgerüstet und es können Bandbreiten bis zu 250 Mbit/s erreicht werden. Teile von Eckental werden von Kabel Deutschland/Vodafone über das Kabelnetz mit Internet versorgt, teilweise ist Kabel-Internet mit bis zu 1000 Mbit/s verfügbar. Dies erfolgt autonom über die vor Jahrzehnten verlegten Kabel für das Kabelfernsehen.